# Niënor
Niënor, también llamada Níniel, es un personaje ficticio que forma parte del legendarium creado por el escritor británico J. R. R. Tolkien y que aparece en sus novelas El Silmarillion y Los hijos de Húrin. Era el tercer hijo de Húrin y Morwen, la segunda niña: hermana de Lalaith, que murió joven, y de Túrin.
Su nombre en síndarin significa "luto" y su creación puede estar basado muy probablemente en personajes como Yocasta de la tragedia griega de 
Sófocles, Edipo Rey y la hermana de Kullervo del poema épico finlandés Kalevala, compilado por Elias Lönnrot en 1835.

## Historia
Cuando Túrin abandonó Dor-lómin, Niënor no había nacido por lo que su hermano no la conoció hasta muy tarde y en situaciones precarias, años después de haber abandonado Dor-lómin y refugiarse en el reino de Doriath regentado por el rey elfo de los Teleri, Thingol y su esposa la maia Melian. Todo esto a finales de la cuarta centuria de la Primera Edad del Sol en las tierras de Beleriand.
Niënor y su madre Morwen vivieron años en las tierras del antiguo reino de Dor-lómin, dominadas por las huestes orientales del valar Morgoth, hasta que en el año 494 de la P.E. Niënor y su madre vieron la oportunidad de escapar a las tierras de Doriath como antes había hecho su hermano, debido a un refrene del poder de Morgoth gracias a las hazañas de un tal Mormegil -nombre con el cual se conocía a su hermano Túrin en esas tierras. 
A la llegada de ambas a Menegroth -el castillo del rey Thingol y la reina Melian en las tierras ocultas de Doriath- ambas de enteran que desde hace años el joven Túrin ya no se encontraba viviendo con ellos y en cambio se había auto-desterrado del reino debido a una ofensa causada por Saeros, un elfo miembro de la corte al que posteriormente avergüenza y mata accidentalmente al perseguirlo hasta la punta de un barranco. Morwen enterada de los acontecimientos y ante la desesperación de no encontrar a su hijo decide ir en su búsqueda a las tierras salvajes, contrariando el consejo de los reyes, a lo cual estos envían una escolta para que la acompañen y protejan en el camino. Niënor al enterarse de esto y luego de una reprimenda sufrida por su madre en la que le instaba a quedarse segura en el castillo y no acompañarla en su búsqueda, se disfraza de un soldado élfico y acompaña a la compañía enviada por los reyes para cuidar de su madre. Poco después se descubre el engaño y Morwen advierte que puesto que ya es muy tarde para volver atrás, aceptará que los acompañe no sin antes advertirle que lo hace a costa de su permiso. Al llegar a una elevada colina conocida como Amon Ethil, descubren la destrucción de otro reino élfico conocido como Nargothrond causada por el dragón Glaurung uno de los principales generales del señor oscuro, Morgoth Es entonces cuando el dragón, enterado de todos los movimientos de la compañía, lanza una terrible neblina que los separa y encuentra sola a Niënor, la hechiza con su mirada lo cual la hace olvidarse de todo su pasado. Huye luego a los bosques hasta que agotada se tiende en la tumba de Finduilas en donde fue encontrada por Túrin quien la llama Níniel, ‘la doncella de las lágrimas’, puesto que al preguntarle este su nombre prorrumpió en llanto porque no se lo acordaba.
Enferma gravemente y se recupera gracias a la ayuda de Brandir, el Señor del Pueblo de Haleth. Se enamora de Túrin sin saber que es su hermano, pero no se casa inmediatamente porque cuando le mencionan de quien se trata, si bien no recuerda el nombre ni su propio pasado, una sombra de duda cruza su corazón; más luego de tres años y por la promesa de su amado de no ir a la guerra se casa con él en su morada en Brethil.
Pero Glaurung vuelve a hacer de las suyas en el bosque, saliendo de Nargothrond emprende una búsqueda implacable en contra del primogéntico de Húrin, por lo cual su caos se escucha hasta las orillas Teiglin en las cercanías de Cabed-en-Aras, luego de quemar una parte del bosque; lo que obliga a Túrin a ir en su búsqueda acompañado solo por dos hombres, por lo que Niënor sale desesperada tras el con una hueste de hombres de Brethil. Al llegar al lugar en donde el hijo de Húrin mata al dragón, encuentra a este tendido inconsciente al lado de la bestia. Al acercarse, en su último estertor el dragón le dice la verdad sobre su amado; por lo cual enloquece y a pesar de los ruegos de Brandir, Niënor/Níniel corre hacia la garganta y se arroja a ella desapareciendo en el agua.